# Bisdom Nanterre
Het bisdom Nanterre (Latijn: Dioecesis Nemptodurensis, Frans: Diocèse de Nanterre) is een in Frankrijk gelegen rooms-katholiek bisdom met zetel in Nanterre. Het bisdom behoort tot de kerkprovincie Parijs, en is samen met de bisdommen Évry-Corbeil-Essonnes, Créteil, Meaux, Pontoise, Saint-Denis en Versailles suffragaan aan het aartsbisdom Parijs.
Het bisdom heeft een oppervlakte van 176 km² en telde in 2021 78 parochies. In dat jaar telde het bisdom ongeveer 972.000 katholieken of 59,9% van de totale bevolking.

## Geschiedenis
Het bisdom werd opgericht op 9 oktober 1966 uit gebiedsdelen van het aartsbisdom Paris en het bisdom Versailles.

## Bisschoppen
- 1966–1982: Jacques Marie Delarue
- 1983–2002: François Favreau
- 2002–2013: Gérard Daucourt
- 2014-2017: Michel Aupetit
- 2018-heden: Matthieu Rougé

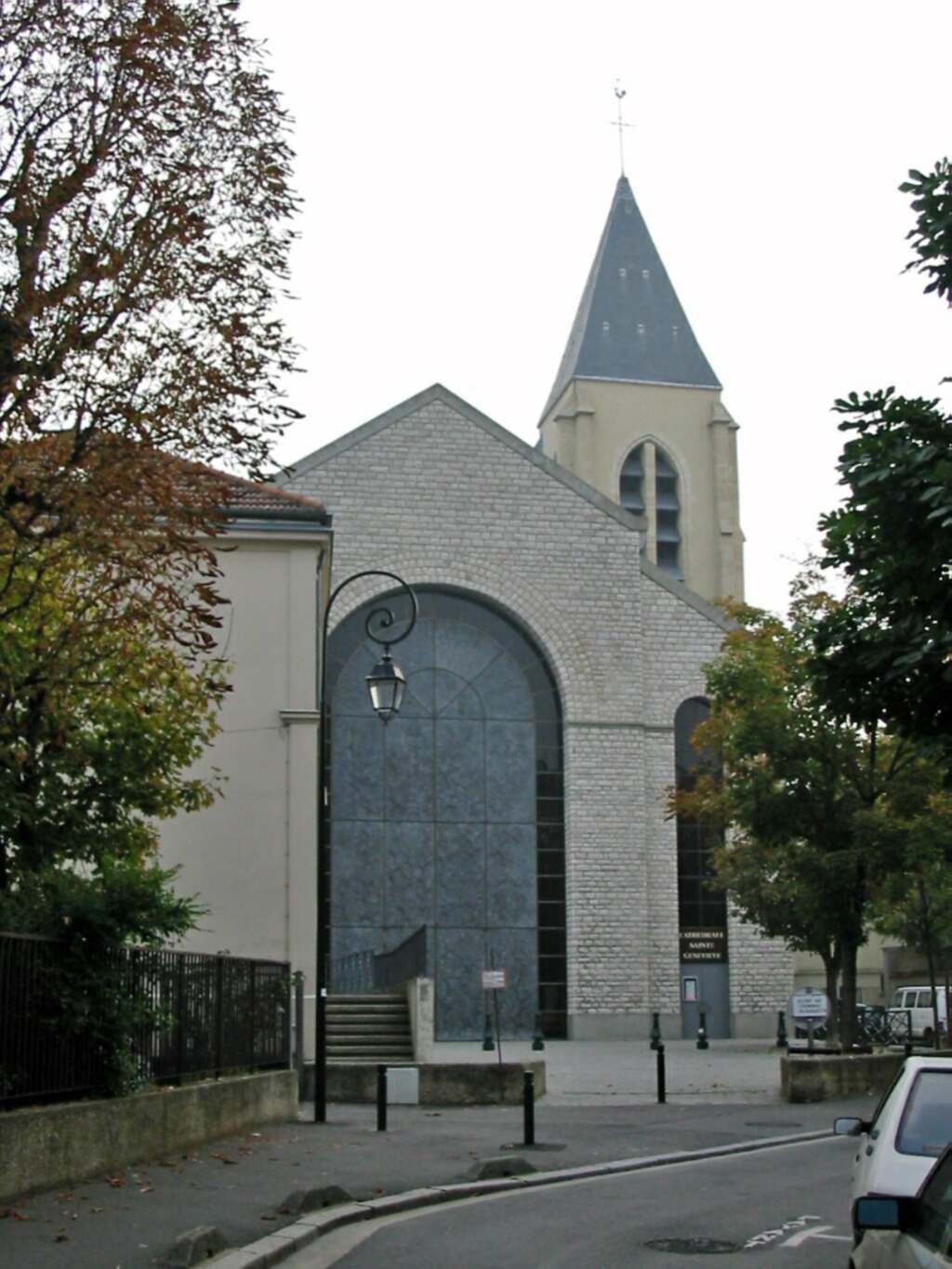
Kathedraal van Nanterre
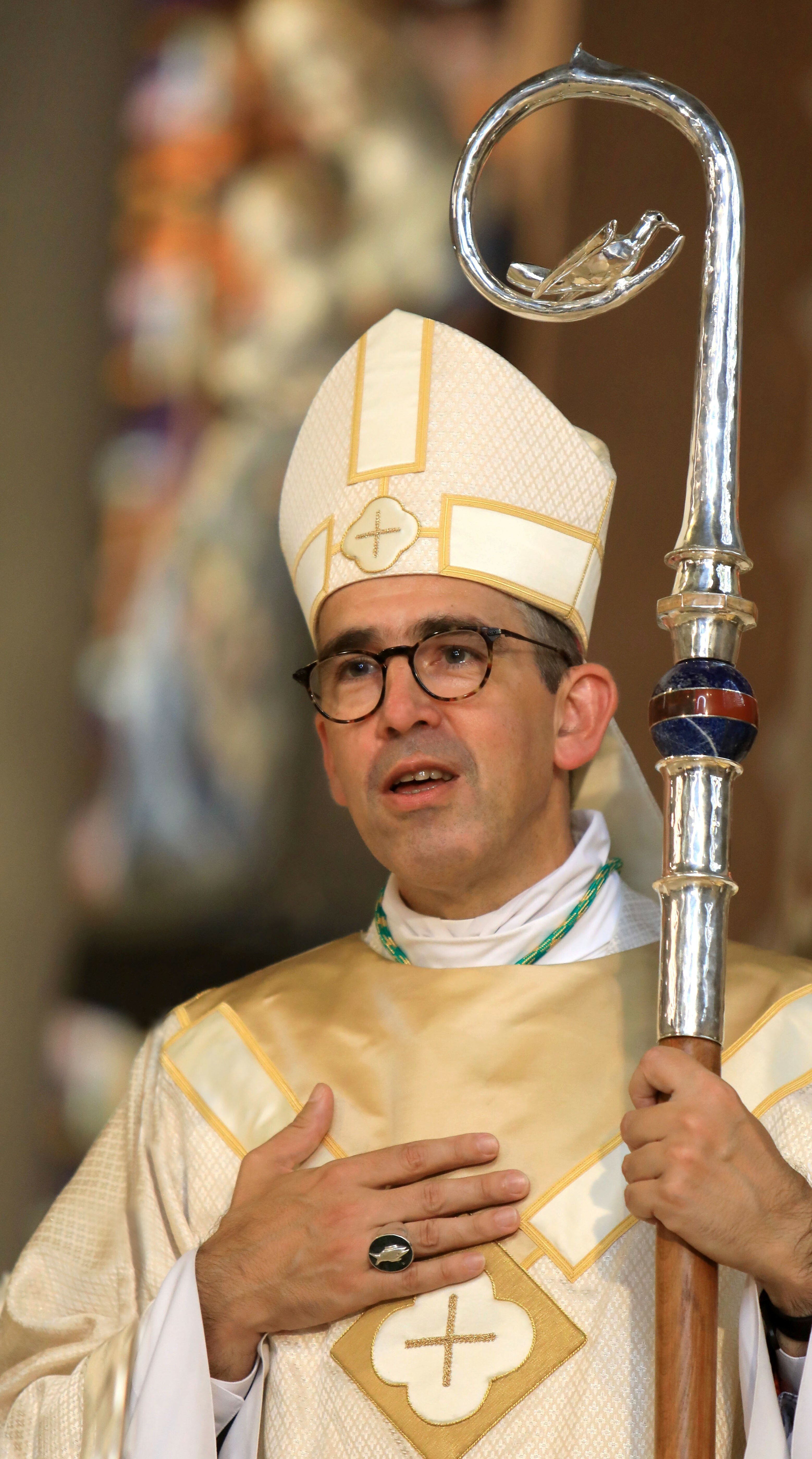
Bisschop Matthieu Rougé